# Jean-Philippe Caillet
Jean-Philippe Caillet (Boulay-Moselle, 24 juni 1977) is een voormalig Frans voetballer. Caillet was een centrale verdediger die in 2015 zijn carrière afsloot bij het Luxemburgische FC Differdange 03.

## Spelerscarrière
Cailliet startte zijn profcarrière in 1998 bij SM Caen. In 2002 trok hij naar Clermont Foot, waar hij na twee seizoenen werd weggeplukt door FC Metz, de club waar hij z'n jeugdopleiding genoot. Amper een jaar later ging hij naar het Bulgaarse Litex Lovech, maar ook daar bleef hij maar een jaar: in 2006 tekende hij bij RC Genk.
In zijn eerste jaren voor RC Genk gold hij als een certitude en de patron van de blauwwitte club. Caillet werd er aangekocht om de toen nog zwalpende Genkse verdediging te versterken. Hij zorgde er mede voor dat Genk gedurende de herfstperiode de minst gepasseerde verdediging van België had. In zijn laatste seizoen voor de Limburgers, 2008/2009, verzeilde hij op de bank en besloot het jaar daarop te verkassen naar China waar hij tekende bij Tianjin Teda. Na een jaar China trok hij terug naar West-Europa, waar hij bij het Luxemburgische F91 Dudelange en vervolgens FC Differdange 03 terechtkwam. In 2015 stopte hij met voetballen.
Caillet staat er voor bekend het spel goed te lezen en nooit onnodige risico's te nemen. Menige bal is al door toedoen van de Fransman in de tribune, of desnoods, uit het stadion gekeild. Door zijn lengte rukt hij ook op tot de vijandige zestienmeter bij stilstaande fases.
Hij is getrouwd en heeft een dochter.

## Carrière
- 1997-1998: FC Metz
- 1998-2002: SM Caen
- 2002-2004: Clermont Foot
- 2004-2005: FC Metz
- 2005-2006: Liteks Lovetsj
- 2006-2009: RC Genk
- 2009-2010: Tianjin Teda
- 2010-2013: F91 Dudelange
- 2013-2015: FC Differdange 03